# Zimelidin

Zimelidin

Zimelidin, som såldes under namnet Zelmid i Sverige, var ett antidepressivum och det allra första preparatet av typen selektiva serotoninåterupptagshämmare, SSRI. Tillverkare var Astra; nobelpristagaren Arvid Carlsson ledde framtagandet av substansen. Det lanserades under 1982 men drogs tillbaka redan i september 1983 på grund av att det uppdagats att preparatet medförde en risk för ovanliga men allvarliga biverkningar i lever och det perifera nervsystemet. Efter tillbakadragandet kunde preparatet förskrivas på licens.
Zimelidin hämmar specifikt återupptaget av serotonin men något mindre potent än dagens SSRI. Preparatet var en stor nyhet främst på grund av mindre antikolinerga biverkningar som muntorrhet jämfört med tricykliska antidepressiva som då dominerade marknaden, samt en annorlunda verkningsprofil, med bland annat effekt mot ångesttillstånd, förutom att det hade antidepressiva egenskaper (på samma sätt som dagens SSRI).
Att zimelidin drogs tillbaka så snabbt kan ses mot bakgrund av neurosedynskandalen, som gjorde att Astra var extremt rädda för allvarliga läkemedelsbiverkningar.
Att zimelidin drogs in fick också till följd att det dröjde till tidigt 1990-tal innan andra SSRI godkändes i Sverige.